# Daleko od siebie
Daleko od siebie – polski film obyczajowy z 1995 roku w reżyserii Feliksa Falka. Zdjęcia do filmu kręcono w Warszawie, Przemyślu i we Lwowie.

## Fabuła
W celach służbowych Marcin Borowski wyjeżdża do Lwowa. Tam spotyka się ze swoją dawną sympatią, Marią Marczuk. Jest ona nauczycielką i samotnie wychowuje swojego syna, Michała. Marcin zachęca ich, aby się z nim spotkali. W drodze Maria zostaje zaatakowana przez kilku skinów i umiera. Gdy Marcin dowiaduje się o tym, postanawia zabrać Michała do siebie. Początkowo nie chce, aby trafił do Domu Dziecka, jednak potem rozważa taką możliwość. Chłopiec dowiadując się o tym, postanawia na własną rękę uciec na Ukrainę.

## Obsada
- Artur Żmijewski jako Marcin Borowski
- Małgorzata Foremniak jako Dorota
- Joanna Jeżewska jako Maria Marczuk
- Mateusz Kosiorowski jako Michał Marczuk
- Roman Gancarczyk jako Piotr
- Katarzyna Bargiełowska jako żona Piotra
- Paweł Burczyk jako ksiądz (opiekun obozu)
- Katarzyna Chomiak jako opiekunka Michała
- Agnieszka Pilaszewska jako lekarka
- Henryk Talar jako inspektor
- Joanna Kołakowska jako koleżanka Marii
- Anna Gornostaj jako sekretarka
- Cezary Żak jako patolog
- Sława Wojniewicz jako handlująca kobieta
- Jerzy Molga jako Bognar